# (277883) Basu
(277883) Basu est un astéroïde de la ceinture principale.

## Description
(277883) Basu est un astéroïde de la ceinture principale. Il fut découvert le 1er mai 2006 à Mauna Kea par Paul Wiegert. Il présente une orbite caractérisée par un demi-grand axe de 2,90 UA, une excentricité de 0,11 et une inclinaison de 6,8° par rapport à l'écliptique.

## Compléments